# Neil Murray (musicien britannique)
Pour les articles homonymes, voir Neil Murray.
Neil Murray, né le 27 août 1950 à Édimbourg, est un bassiste de rock écossais membre entre autres de Whitesnake (de 1978 à 1987), Vow Wow (de 1987 à 1990), Black Sabbath (en 1990 et 1995)... Il a aussi joué avec Gary Moore dans les années 1980, avec Brian May dans les années 1990, avec Queen ou Michael Schenker dans les années 2000...
Bassiste souple et puissant, il joue avec les doigts et possède un groove assez rare dans le hard rock, sans doute hérité de ses débuts avec le Colloseum II de John Hiseman ou The Streetwalkers avec Dave Dowle qu'il retrouvera aux débuts de Whitesnake. Sans oublier, le progressif Canterburyen avec National Health avec les ex Hatfield and the north (Stewart, Miller et Pyle) sur leur premier album homonyme en 1978.